# Canadian Museum of Contemporary Photography
Das Canadian Museum of Contemporary Photography (französisch: Le Musée canadien de la photographie contemporaine (MCPC)) ist ein Museum für zeitgenössische Fotografie in Ottawa, Kanada.

## Gründung
Das Museum wurde 1985 per Parlamentsbeschluss der kanadischen Regierung gegründet und mit der National Gallery of Canada assoziiert. Ziel war, künstlerische und dokumentarische Fotografie schwerpunktmäßig in der Hauptstadt Ottawa (Ontario) zu sammeln und zu fördern, Ausstellungsmöglichkeiten zu schaffen und pädagogisch in dem Bereich zu arbeiten.

## Vorgeschichte
Der Grundstock wurde im Zweiten Weltkrieg gelegt, als 1941 die Fotografie-Abteilung des staatlichen National Film Board of Canada gegründet wurde. Sie diente dazu, im Namen der Regierung Propagandamaterial zu schaffen, um die Akzeptanz der Bevölkerung für den Eintritt Kanadas in den Krieg gegen Deutschland zu erreichen. Zunächst verfügte die Abteilung über keine eigenen Räumlichkeiten. Nach dem Krieg, vor allem in den Siebzigerjahren, emanzipierte sich die Abteilung inhaltlich zusehends von staatlichen Vorgaben, bis sie 1985 zum eigenständigen Museum wurde.

## Im alten Eisenbahntunnel
1992 konnten die Bestände des Museums in eigene Räumlichkeiten einziehen. Es handelte sich um einen alten Eisenbahntunnel, der vom Architekten Michael Lundhom umgebaut und mit der Nationalgalerie verbunden wurde. Wegen eines Lecks mussten die Räumlichkeiten im Jahr 2006 zunächst für einige Zeit geschlossen werden. Als bekannt wurde, dass der Eisenbahntunnel 2009 für immer geschlossen werden sollte, um für Büroräume Platz zu schaffen, bildete sich eine Bürgerinitiative dagegen. Die Proteste waren vergeblich.

## In der Nationalgalerie
Mit der Schließung des Eisenbahntunnels 2009 verlor das MCPC seine Eigenständigkeit. Es wurde in die National Gallery of Canada integriert. Seine Sammlung von rund 160.000 Exponaten enthält vor allem Arbeiten kanadischer Künstler, darunter rund 17000 Fotos und Videos, ferner Negative und Dias. Viermal im Jahr werden Einzel- und Gruppenausstellungen der Fotografen in der Nationalgalerie gezeigt, weitere Ausstellungen gehen auf Tournee.